# Fertilizzante
I fertilizzanti sono mezzi tecnici, utilizzati in agricoltura e giardinaggio, che permettono di creare, ricostituire, conservare o aumentare la fertilità del terreno. Secondo il tipo di miglioramento che conferiscono al suolo, i fertilizzanti si distinguono come:
- Concimi: arricchiscono il terreno in uno o più elementi nutritivi.
- Ammendanti: migliorano le proprietà fisiche del terreno modificandone la struttura e/o la tessitura
- Correttivi: modificano la reazione dei terreni anomali spostando il pH verso la neutralità.

Il primo fertilizzante chimico fu il superfosfato di calcio, brevettato da John Bennet Lawes nel 1842. Per condurre un'analisi sui fertilizzanti bisogna eseguire diversi esperimenti: determinazione dell'azoto, determinazione dell'azoto organico, determinazione dell'azoto nitrico.

## Storia

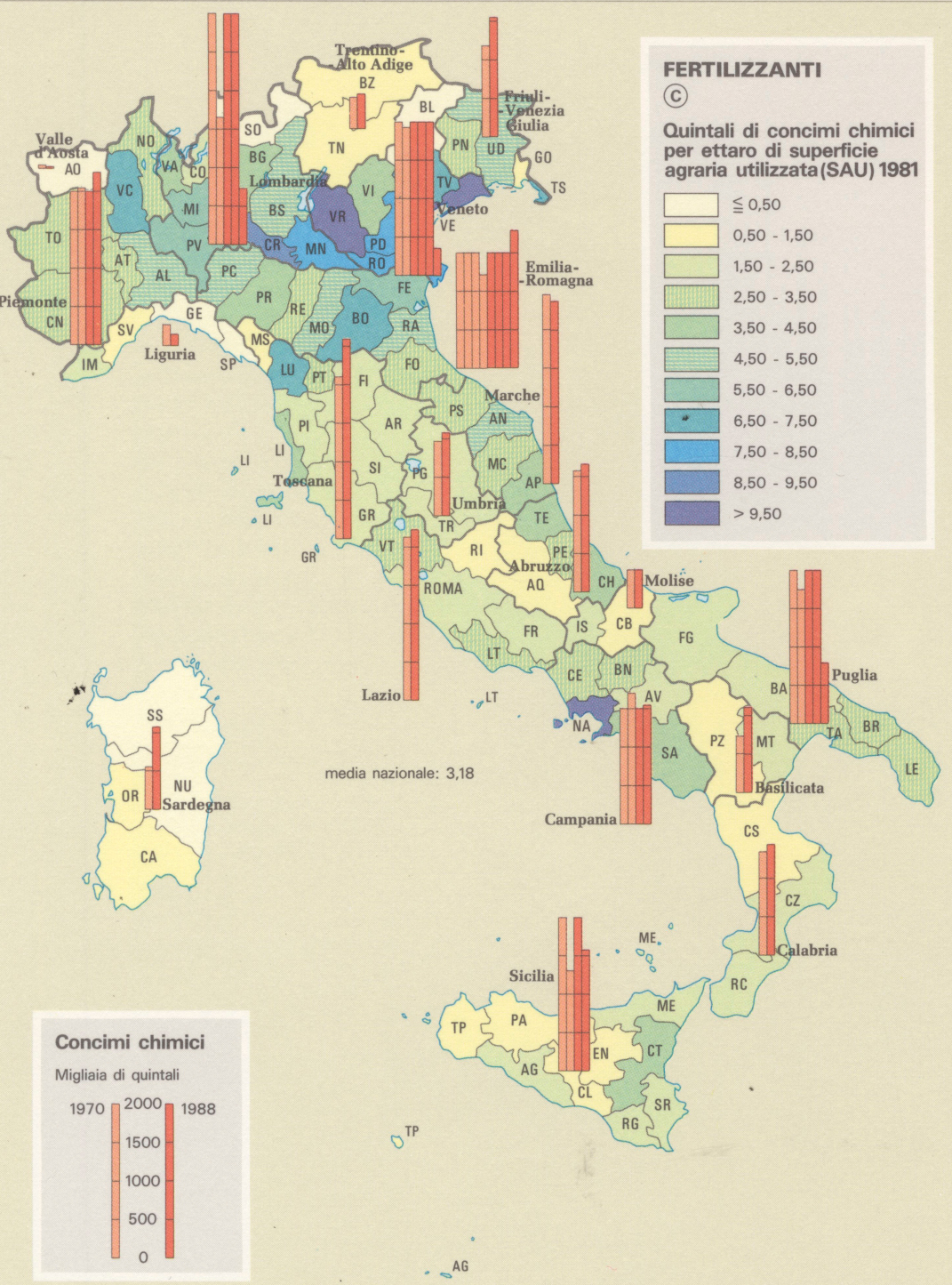
Uso dei fertilizzanti chimici in Italia nel 1981

La gestione della fertilità del suolo ha preoccupato gli agricoltori per migliaia di anni. Si dice che egiziani, romani, babilonesi e i primi tedeschi usassero minerali o letame per aumentare la produttività delle loro fattorie. La scienza della nutrizione delle piante iniziò ben prima del lavoro del chimico tedesco Justus von Liebig, sebbene il suo nome sia maggiormente citato. Nicolas Théodore de Saussure e i colleghi scientifici dell'epoca si affrettarono a smentire le semplificazioni di Justus von Liebig. C'era una complessa comprensione scientifica della nutrizione delle piante, in cui il ruolo dell'humus e delle interazioni organo-minerali erano centrali, e che era in linea con le scoperte più recenti dal 1990 in poi. Scienziati di spicco che si occuparono di fertilizzanti furono Carl Ludwig Sprenger e Hermann Hellriegel. In questo campo si è verificata una "erosione della conoscenza", in parte guidata da una commistione di economia e ricerca. John Bennet Lawes, un imprenditore inglese, iniziò a sperimentare gli effetti di vari concimi sulle piante che crescevano in vaso nel 1837, e circa un anno dopo gli esperimenti furono estesi alle colture in campo. Nel 1842 brevettò un letame formato dal trattamento dei fosfati con acido solforico, e fu così il primo a creare l'industria del letame artificiale. L'anno successivo si arruolò ai servizi di Joseph Henry Gilbert; insieme hanno eseguito esperimenti sulle colture presso l'Istituto di ricerca sui raccolti di seminativi.
Il processo Birkeland–Eyde è stato uno dei processi industriali concorrenti all'inizio della produzione di fertilizzanti a base di azoto.
Lo sviluppo di fertilizzanti azotati sintetici ha sostenuto in modo significativo la crescita della popolazione mondiale: è stato stimato che quasi la metà delle persone sulla Terra viene nutrita grazie all'uso di fertilizzanti azotati sintetici. Anche l'uso di fertilizzanti fosfatici è aumentato da 9 milioni di tonnellate all'anno nel 1960 a 40 milioni di tonnellate all'anno nel 2000. Un raccolto di mais che produce 6-9 tonnellate di grano per ettaro (2,5 acri) richiede 31-50 chilogrammi (68–110 libbre) di fertilizzante fosfato; le colture di soia ne richiedono circa la metà, pari a 20–25 kg per ettaro. Yara International è il più grande produttore mondiale di fertilizzanti a base di azoto.

## Descrizione
I fertilizzanti migliorano la crescita delle piante essendo gli additivi che forniscono nutrienti. La seconda modalità con cui agiscono alcuni fertilizzanti è quella di potenziare l'efficacia del terreno modificandone la ritenzione idrica e l'aerazione. I fertilizzanti in genere forniscono, in proporzioni variabili: 
- tre macronutrienti principali[15]:
  - Azoto (N): crescita delle foglie
  - Fosforo (P): Sviluppo di radici, fiori, semi, frutti;
  - Potassio (K): forte crescita dello stelo, movimento dell'acqua nelle piante, promozione della fioritura e della fruttificazione;
- tre macronutrienti secondari: calcio (Ca), magnesio (Mg) e zolfo (S);
- micronutrienti: rame (Cu), ferro (Fe), manganese (Mn), molibdeno (Mo), zinco (Zn), boro (B). Di importanza occasionale sono il silicio (Si), il cobalto (Co) e il vanadio (V).

### Classificazione[16]
- Fertilizzante naturale
- Fertilizzante azotato
- Fertilizzante fosfatico
- Fertilizzante potassico

### Tipologie
Un fertilizzante può essere:
- Liquido
- In polvere
- In granuli
- In pellet

| Sostanza            | Immagine |
| ------------------- | -------- |
| Fondi di caffè      |          |
| Cenere              |          |
| Bucce di banana     |          |
| Gusci d’uovo        |          |
| Macerato d’ortica   |          |
| Infusi di camomilla |          |
| Calendula           |          |
| Tarassaco           |          |
| Lievito di birra    |          |
| Vino rosso          |          |

## Ambiente
I fertilizzanti sintetici utilizzati in agricoltura hanno conseguenze ambientali di ampia portata. Secondo il Rapporto speciale del Gruppo intergovernativo sul cambiamento climatico (IPCC) sui cambiamenti climatici e sul territorio, la produzione di questi fertilizzanti e le pratiche di uso del suolo associate sono fattori trainanti del riscaldamento globale. L'uso di fertilizzanti ha anche portato a una serie di conseguenze ambientali dirette: deflusso agricolo che porta a effetti a valle come zone morte degli oceani e contaminazione dei corsi d'acqua, degradazione del microbioma del suolo e accumulo di tossine negli ecosistemi. Gli impatti ambientali indiretti includono quelli del fracking per il gas naturale utilizzato nel processo Haber. Il boom agricolo è in parte responsabile della rapida crescita della popolazione umana e le pratiche agricole industriali su larga scala sono associate alla distruzione dell'habitat, alla pressione sulla biodiversità e alla perdita di suolo.
Al fine di mitigare le preoccupazioni ambientali e di sicurezza alimentare, la comunità internazionale ha incluso i sistemi alimentari nell'obiettivo di sviluppo sostenibile 2 (Sustainable Development Goal 2), che si concentra sulla creazione di un sistema di produzione alimentare sostenibile e rispettoso del clima.

## Mercato
Grazie al basso costo del gas, materie prima necessaria alla loro produzione, la Russia è uno dei principali esportatori di fertilizzanti al mondo. 
Tra la stagione agricola del 2020-2021 e quella del 2023-2024 le importazioni dell’Ue di fertilizzanti russi sono cresciute del 117%. Nel 2023 sono state importate dalla Russia nell'UE 6,17 milioni di tonnellate di fertilizzanti, per un valore di 2,12 miliardi di euro.

## Galleria d'immagini

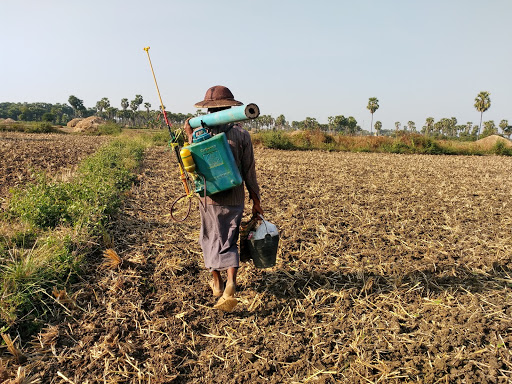
Un agricoltore a Shwe Hlan, in Myanmar, che utilizza un tipico sistema di pompa per l'applicazione di fertilizzanti
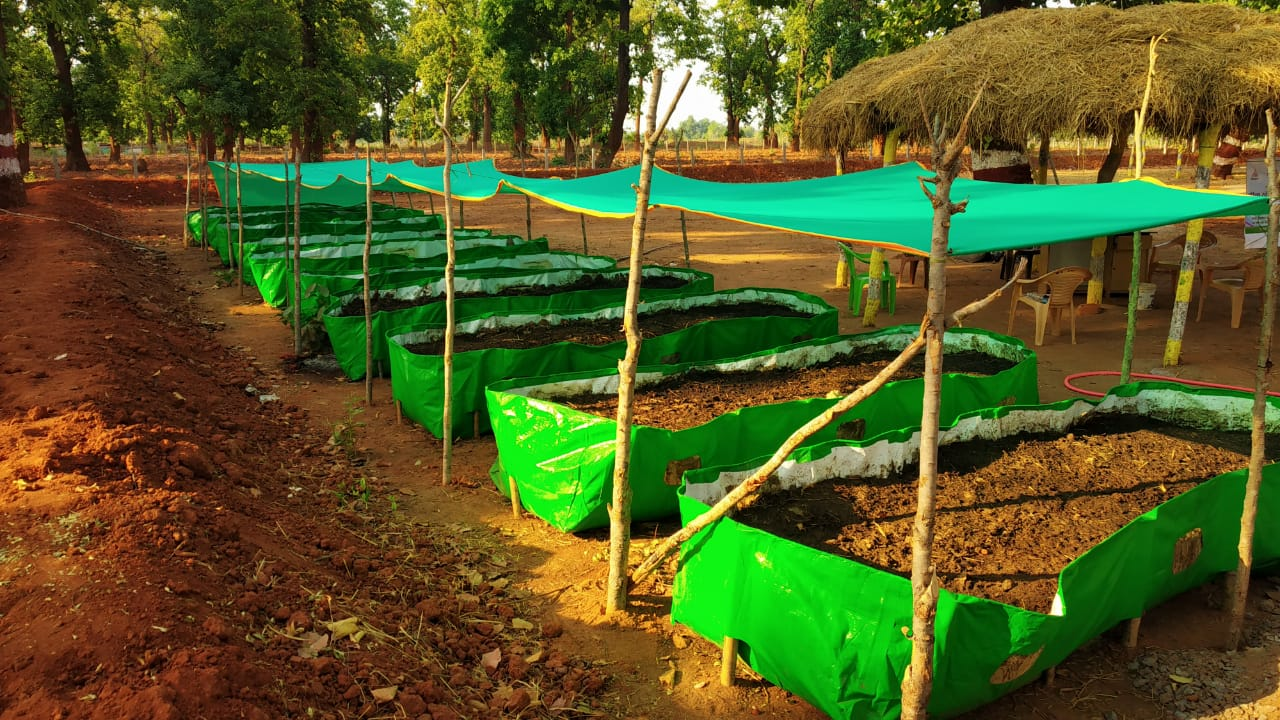
Letame per la fertilizzazione
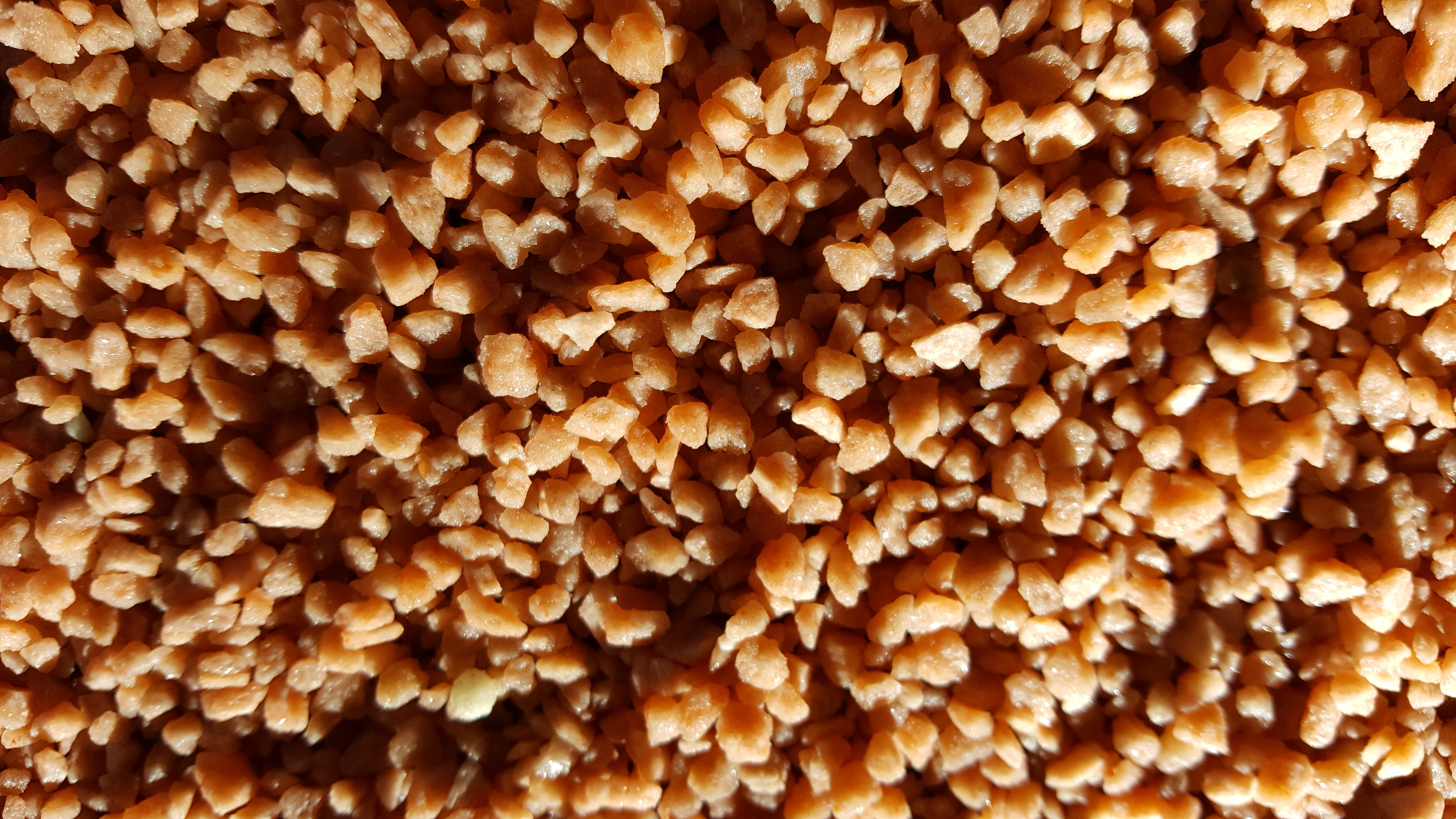
Il cloruro di potassio è un fertilizzante, usato frequentemente in forma compattata per facilitare l'applicazione a diffusione.
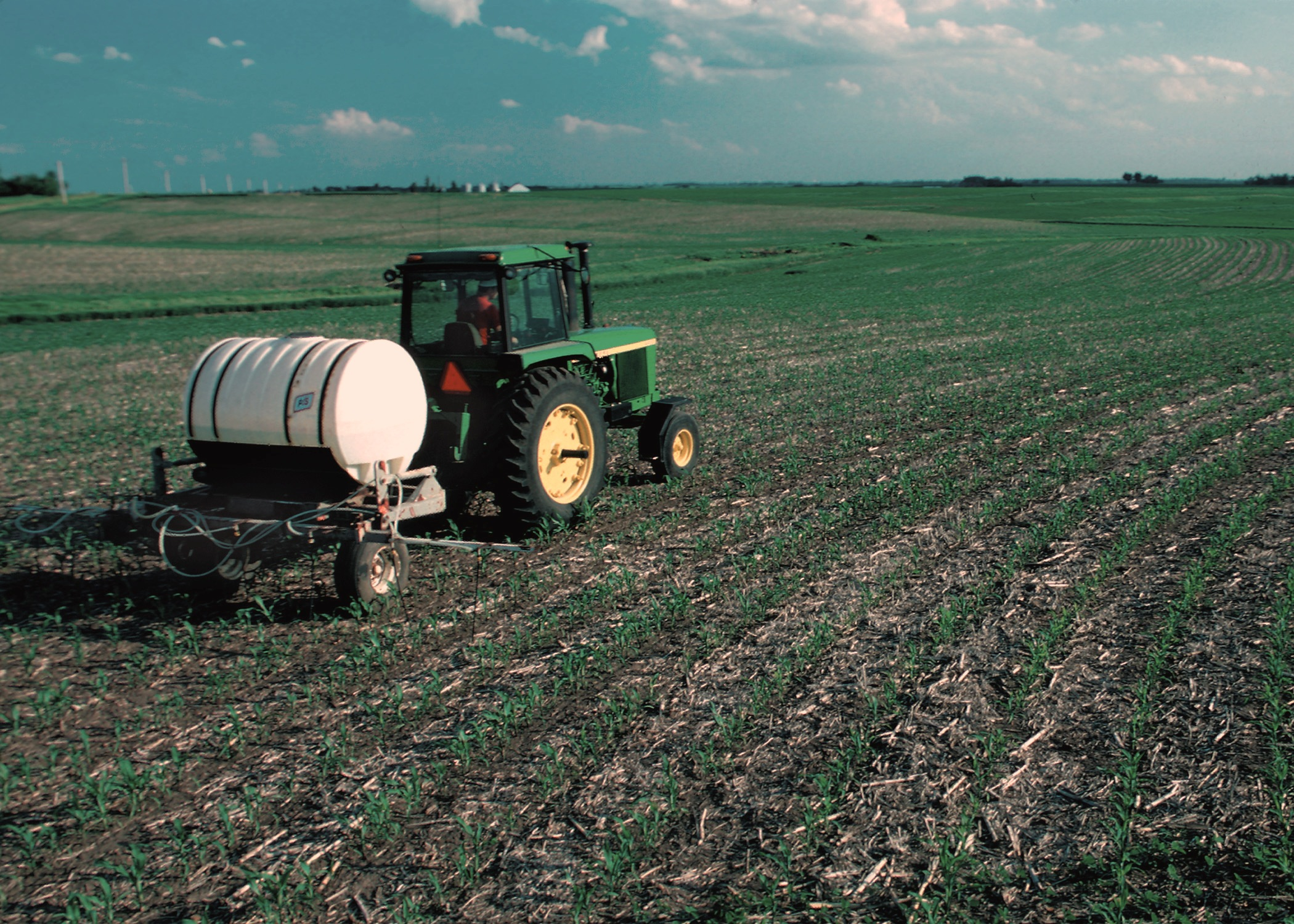
Fertilizzante azotato applicato alla coltivazione del mais in un campo nella contea di Hardin, Iowa